# Bussy-Chardonney
Bussy-Chardonney is een voormalige gemeente in het Zwitserse kanton Vaud en maakt deel uit van het district Morges.
Bussy-Chardonney telt 355 inwoners.

## Geschiedenis
Op 1 juli 2011 fuseerde Bussy-Chardonney met de gemeenten Apples, Cottens, Pampigny, Reverolle en Sévery tot de gemeente Hautemorges.